# Scopula chlorocrea
Scopula chlorocrea là một loài bướm đêm trong họ Geometridae.